# Fiesta (emisora de radio)
Fiesta fue una emisora de radio colombiana, propiedad de la Organización Ardila Lülle y operada por RCN Radio. Su programación fue de formato popular, de su mayoría en distintos géneros, principalmente como salsa, merengue, vallenato, música popular, balada, raspa, chachachá, entre otros ritmos selectivos. La emisora estuvo en varias ciudades del país pero en los últimos años se había reducido su cadena de emisoras, de las cuales pasaron con otras emisoras hermanas de RCN y otros fueron vendidos a empresarios locales.

## Historia
La emisora fue creada como inspiración de la emisora venezolana del mismo nombre (propiedad de FM Center) en la ciudad de Bogotá. La frecuencia inicial era la 1340 AM, que antes ocupaba Radio Uno, antes que fuera relanzada en 2005 pero en FM, sustituyendo a La Superestación (88.9). Pronto se expandió al nivel nacional como Barrancabermeja, El Espinal, Neiva, Sogamoso, Medellín, Buga y Cúcuta, para reemplazar las frecuencias de La FM, Antena 2 y La Cariñosa, en las distintas ciudades del país. 
Sin embargo, por el auge de la emisora La Cariñosa (que tiene este mismo formato) y así como el polémico cambio de la frecuencia principal de Bogotá por la emisora Radio Fantástica, Fiesta empezó a perder presencia en el país, por lo que la mayoría de sus estaciones originales fueron cedidas a otros sistemas radiales de RCN, quedándose únicamente con las frecuencias de Buga y Cúcuta, de las cuales han ganado presencia de audiencia, principalmente para audiencias en las que sobresalen oyentes de edades superiores a los 30 años. 
No obstante, en Medellín, fue la única ciudad en la que 'Fiesta' se encontraba disponible en FM a través de la 94.4 FM, que antes era utilizada por la emisora Amor Estéreo, la cual estuvo vigente hasta septiembre de 2017, cuando la frecuencia pasó ser Radio Fantástica.
El 26 de mayo de 2023, dentro de una campaña de expectativa relámpago, la cadena radial RCN decide retomar la marca 'Fiesta' en la ciudad de Bogotá mediante la Frecuencia 104.4 FM en reemplazo de Radio Fantástica, cuya programación ahora es 100% especializada en el género Vallenato; el lanzamiento coincide con la fecha de natalicio del Cacique de la Junta Diomedes Díaz y como parte de la celebración de los 75 años de RCN Radio.
El 28 de abril de 2025 la emisora entró en modo automático, y en medio de las canciones que aún mantenían algo de su identidad, se anunció que la señal capitalina sería reemplazada por la nueva emisora Alerta Bogotá. En la madrugada del 2 de mayo, la playlist automatizada de la emisora terminó, siendo reemplazada por comerciales de expectativa del reemplazo, dando así final a Fiesta Bogotá.
El 4 de agosto del 2025, por decisión de las directivas de RCN Radio, se dará fin al sistema Fiesta tanto en Cúcuta como en Buga. Sus respectivos reemplazos serán El Sol en Cúcuta y en Buga, Radio Uno.

## Antiguas Frecuencias
| Ciudad | Frecuencia | Código de identificación | Periodo de funcionamiento            | Fue Replazado por: |
| ------ | ---------- | ------------------------ | ------------------------------------ | ------------------ |
| Buga   | 106.1 FM   | HJB77                    |                                      | Radio Uno Buga.    |
| Cali   | 106.1 FM   | HJB77                    | -4 de agosto de 2025                 | Radio Uno Buga.    |
| Cúcuta | 900 AM     | HJDD                     | - 4 de agosto de 2025                | El Sol             |
| Bogotá | 104.4 FM   | HJL82                    | 26 de mayo de 2023-5 de mayo de 2025 | Alerta Bogotá      |
| Bogotá | 1340 AM    | HJFB                     | 2005-2010                            | Amor               |